# Clusia portlandiana
Clusia portlandiana là một loài thực vật có hoa thuộc họ Clusiaceae.
Loài này chỉ có ở Jamaica. Nó hiện đang bị đe dọa vì mất môi trường sống.